# Lyginia
Lyginia R.Br. é um género botânico pertencente à família Anarthriaceae.

## Espécies
- Lyginia barbata
- Lyginia excelsa
- Lyginia imberbis
- Lyginia montevidensis
- Lyginia symphyonema
- Lyginia tenax